# Seefeldspitz
Il Seefeldspitz è un monte dei monti di Fundres situato tra la valle di Valles e di Altafossa, alto 2.715 metri.

## Descrizione dei percorsi

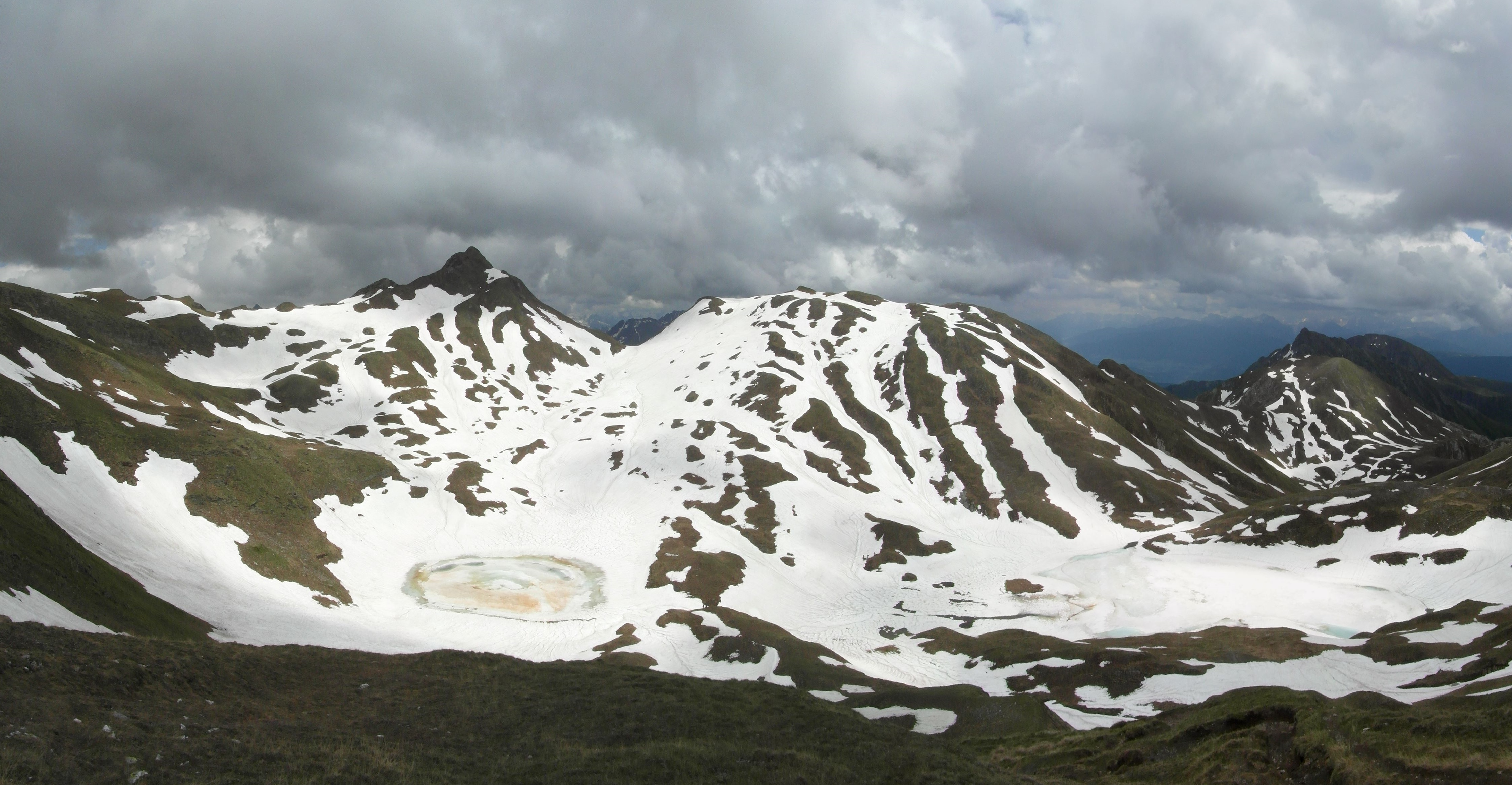
I laghi superiori in Valle di Altafossa

È situato nella parte più a nord della Valle di Altafossa, di cui è il monte più alto. La vetta è raggiungibile principalmente seguendo due vie:
- dal sentiero n. 15 o 15A che partolo dalla località Malga Fane alla fine della Valle di Valles;
- seguendo il sentiero n. 15 che parte dal parcheggio "Altafossa", raggiungibile da Maranza.

Per raggiungere la vetta si passa comunque presso i tre laghetti di Seefeld e porta in vetta. Il monte è visibile dalla località Malga Fane.